# Прайор, Рейн
Рейн Пра́йор (англ. Rain Pryor; 16 июля 1969, Лос-Анджелес, Калифорния, США) — американская актриса и комедиантка.

## Биография
Рейн Прайор родилась 16 июля 1969 года в Лос-Анджелесе (штат Калифорния, США) в семье актёра Ричарда Прайора (1940—2005) и астронома Шелли Р. Прайор (в девичестве Бонус; род.1947), которые были женаты в 1968—1969 года. У Рейн есть пятеро сводных братьев и сестёр: Ричард Франклин Леннокс Томас Прайор-младший (род.1961) от первого брака её отца с Патришой Прайс, Элизабет Энн Прайор (род.1967) от фактического брака с Максин Андерсон, Стивен Прайор (род.1984) и Келси Прайор (род.1987) от пятого брака с Флинн Белейн и Франклин Мейсон (род.1987) от фактического брака с Джеральдин Мейсон.
Рейн дебютировала в кино в 1989 году, сыграв роль Фрэнси в эпизоде «Девушка-лягушка» телесериала «CBS Schoolbreak Special». Всего Прайор сыграла в 16-ти фильмах и телесериалах.
Рейн состоит в фактическом браке Йейлом Пэртлоу. У пары есть дочь — Лотус Мари Пэртлоу (род.01.04.2008).